# Mannhai
I Mannhai sono stati un gruppo finlandese stoner rock, fondato da Olli-Pekka Laine e Ilkka Laaksoma nel 1999.
Nel 2004, Muurinen lasciò la band dopo tre album. Nel 2005 Mannhai convinse un altro ex Amorphis, Pasi Koskinen a sostituire Muurinen come cantante.

## Storia del gruppo
Il loro album di debutto The Sons of Yesterday's Black Grouse nel 2001 ha attirato l'interesse di vari critici. I Mannhai iniziarono un intenso tour fino all'agosto 2002, quando tornarono in studio per registrare il loro secondo disco. Il secondo album, Evil under the Sun, superò nelle vendite l'album d'esordio.
Nel 2004 è stato pubblicato il terzo album, The Exploder, più sperimentale rispetto ai precedenti . Qiesto lavoro ha influenze significative di progressive metal e di heavy metal degli anni 1970, così come dal blues, con Maria Hänninen che canta i cori in alcune tracce e Esa Kuloniemi degli Honey B e dei T-bones che suona la chitarra in altre.
Nel novembre 2004 al Tavastia Club, in un popolare locale di Helsinki, Muurinen ha suonato il suo ultimo concerto come membro dei Mannhai, dopodiché lasciò la band per proseguire i suoi studi artistici.
Nella primavera del 2005 i Mannhai hanno trovato un nuovo cantante, Trond Skog, ex leader della band stoner rock norvegese Honcho. Con questo nuovo elemento, la band ha fatto un tour di tre settimane nell'Europa centrale. Tuttavia, nel bel mezzo del tour la band sollevò definitivamente Skog dai suoi doveri di cantante, e al suo posto arrivò Pasi Koskinen.
Con la nuova formazione hanno iniziato a lavorare su un nuovo prodotto, con Koskinen che scrisse la maggior parte dei testi. Il quarto album, Hellroad Caravan, è uscito all'inizio del 2006.  Il nuovo album era molto compatto e diretto, nel classico stile stoner rock.
Alla fine del 2006, il batterista Junior Pietinen lasciò la band per lavorare a tempo pieno nei suoi altri gruppi Bleak e Happiness. Per l'imminente tour europeo Mannhai prese Nalle Österman come sideman per la batteria.
Österman aveva già collaborato con Olli-Pekka Laine anche nella band death metal Chaosbreed. 
La band si è sciolta nel 2009.

## Formazione

### Ultima
- Olli-Pekka Laine – basso (1999-2009)
- Ilkka Laaksomaa – chitarra (1999-2009)
- Pasi Koskinen – voce (2005-2009)
- Nalle Österman – batteria (2006–2009)

### Ex componenti
- Mikko Pietinen – batteria (1999–2006)
- Jani Muurinen – voce 2000–2004
- Kasper Mårtenson – tastiera  2003–2004

## Discografia

### Album
- 2001 – The Sons of Yesterday's Black Grouse
- 2002 – Evil Under the Sun
- 2004 – The Exploder
- 2006 – Hellroad Caravan